# Karel Kraan
Dr. K.J. Kraan (1912-1982) was een Nederlandse gereformeerde predikant van 1938 tot 1977.
Tijdens zijn ambtsbediening in de Gereformeerde Kerk in Londen (1949-1956) kwam hij in contact met de praktijk van de dienst der genezing binnen de Anglicaanse Kerk. In de jaren die volgden bracht hij, met name vanuit Rotterdam (Stichting Oase), dat werk naar Nederland over, waar hij vele jaren pionierswerk op dit terrein verrichtte, vooral in gereformeerde kring. Hij gaf talloze cursussen voor collega-predikanten en legde samen met Wim Verhoef mede de basis voor de Charismatische Werkgemeenschap Nederland (CWN). Daarnaast was hij lid van de Nederlandse Lucasorde. Samen met de toenmalige voorzitter, ds. P.C. van Leeuwen, publiceerde hij in 1972 'In dienst der genezing' (uitg. De Tijdstroom, Lochem).